# Portrait de George Besson à lunettes
Ne doit pas être confondu avec Portrait de George Besson.
Portrait de George Besson à lunettes est un tableautin réalisé par le peintre français Henri Matisse en 1917. Cette huile sur bois est un portrait miniature de George Besson exécuté en une séance de pose le 18 décembre à l'hôtel Beauvau, sur le port de Marseille. Le critique d'art y figure en buste des besicles au nez. Donnée par le modèle et son épouse Adèle en 1963, l'œuvre fait partie des collections du musée national d'Art moderne, à Paris. Elle se trouve depuis 1965 en dépôt au musée Albert-André, à Bagnols-sur-Cèze, dans le Gard.